# Organomercurio

Enlace C-Hg en los compuestos organomercuriales

Los compuestos organomercuriales, compuestos organomercúricos o compuestos de organomercurio están constituidos por átomos de mercurio unidos por enlaces covalentes a cadenas de moléculas orgánicas.
El mercurio es un elemento de transición de color plateado y permanece en estado líquido a temperatura ambiente, de número atómico 80. Normalmente, el enlace Hg-C es estable al aire y a la humedad, pero sensible a la luz. Algunos compuestos organomercuriales importantes son el catión metilmercurio, CH3Hg+, el catión etilmercurio, C2H5Hg+, y los compuestos dimetilmercurio, (CH3)2Hg, dietillmercurio y merbromina ("mercromina"). El tiomersal se utiliza como conservante de vacunas y medicamentos intravenosos. 
La toxicidad de los compuestos organomercuriales presenta tanto riesgos como beneficios. El dimetilmercurio en particular, es notoriamente tóxico, pero ha encontrado uso como agente antimicótico e insecticida. La merbromina y el borato de fenilmercurio se utilizan como antisépticos tópicos.

## Producción
Los compuestos organomercúricos se producen como consecuencia de procesos naturales, así como de síntesis directa. 
Entre las principales fuentes de generación de compuestos mercuriales se encuentran las siguientes:
- Reciclaje

- Cuerpos de agua (se ha detectado niveles elevados de mercurio en aguas superficiales)

- Pozos geotérmicos (fuente de mercurio al ambiente)

Aunque hay otro tipo de industrias e, incluso, objetos de uso cotidiano en donde se utiliza mercurio elemental (metálico), no quiere decir por ello que haya presencia de compuestos organomercuriales.

## Propiedades
Entre las propiedades físicas de compuestos organomercuricos su estabilidad en presencia de agua y ácidos débiles o bases. También es recalcable su solubilidad; la mayoría de los compuestos de metilmercurio son solubles en agua, pero tienen una menor solubilidad en disolventes no polares. 
Químicamente su propiedad más característica es su facultad de transferir el grupo alquilo a otro metal causando así la reacción que conocemos como transmetalación.

## Compuestos
Los principales derivados organomercúricos son del tipo HgR2 y HgRX, donde R y R' representan los sustituyentes orgánicos o cadenas de carbonos de longitud variable.

### • HgR2
Los derivados HgR2, preparados por alquilación de HgCl2 mediante un reactivo de Grignard o mediante un alumínico, son líquidos volátiles muy tóxicos y poco estables térmicamente. Presentan frecuentemente estructura lineal que corresponde a la hibridación sp. En derivados aromáticos se conocen algunas estructuras cíclicas.

### • HgRX
Los derivados mixtos RHgX son sólidos cristalinos que a veces subliman. Se solubilizan en agua para X-= F-, NO3-, ½ SO42-, ClO4- formando cationes (RHg)+.
Los derivados mixtos HgRX se obtienen principalmente por:
•irradiación fotoquímica de Hg en presencia de RI.
•alquilación selectiva con la ayuda de un reactivo de Grignard o de un derivado orgánico de otro metal (Sn, Pb, Sb, Bi, Cd, Tl,…).
•reacción de la amalgama Na/Hg sobre el halogenuro de alquilo
•o incluso por redistribución de una mezcla de HgR2 y HgX2 . 
La mercuriación de los aromáticos con ayuda de acetato de mercurio (II), Hg(OAc)2, en ácido acético es una reacción bien conocida, favorecida por los grupos dadores. Esta reacción tiene lugar en los ligandos π de complejos neutros capaces de sufrir sustituciones electrófilas. Este es esencialmente el caso del ciclopentadieno (Cp) en FeCp2, RuCp2 y MnCp(CO)3.
Dos reacciones muy utilizadas hasta ahora son la adición de HgCl2 a las olefinas en presencia de alcohol (oximercuriación) o de amina (amino-mercuriación):
H2C=CH2 + HgCl2 + ROH --> ROCH2HgCl
H2C=CH2 + HgCl2 + R2NH --> R2NCH2HgCl
En ambas reacciones se produce liberación de cloruro de hidrógeno

## Usos
Las utilizaciones tradicionales de los derivados organometálicos del mercurio, son la de fungicidas, bactericidas y antisépticos.
El mercurio elemental también se utiliza en baterías, en procesos industriales (plantas de cloro-sosa), en la fabricación de papel y celulosa; en industria eléctrica y de pinturas y en ciertos procesos mineros.

## Toxicidad
Estos usos tienden a disminuir cada vez más debido a la gran toxicidad de los iones (R-Hg2+).
Esta enorme toxicidad se puso de manifiesto sobre todo después de la catástrofe de Minamata en Japón entre 1953 y 1960. Las aguas industriales que contenían iones de Hg2+ desembocaron en el mar, contaminando el medio acuático vivo y, por lo tanto a los hombres. Los iones Hg2+ se metilaron con la metilcobalamina, un derivado de la vitamina B12 y los iones CH3Hg+ formados dieron lugar a signos de envenenamiento.
El metilmercurio encontrado en los alimentos se absorbe casi en su totalidad en la corriente sanguínea y se disemina en todos los tejidos en alrededor de cuatro días. Sin embargo, no se alcanzan los máximos niveles en el cerebro hasta los 5-6 días. Los signos de envenenamiento por ingesta son entre otros muchos la neumonía, enfermedades no isquémica del corazón y seria afectación al sistema nervioso central, además de bronconeumonía, alveolitos edematosos, alteraciones del ritmo cardiaco, gastritis, falla renal, dermatitis, gingivitis, delirio, coma, polineuropatías y fallas respiratorias.

## Enlaces químicos del carbono con el resto de átomos
| CH  |     |     |     |     |     |     |     |     |     |     |     |     |     |     |     |     |     | He  |
| CLi | CBe |     |     |     |     |     |     |     |     |     |     | CB  | CC  | CN  | CO  | CO  | CF  | Ne  |
| CNa | CMg |     |     |     |     |     |     |     |     |     |     | CAl | CSi | CP  | CS  | CS  | CCl | CAr |
| CK  | CCa | CSc | CTi | CV  | CCr | CMn | CFe | CCo | CNi | CCu | CZn | CGa | CGe | CAs | CSe | CSe | CBr | CKr |
| CRb | CSr | CY  | CZr | CNb | CMo | CTc | CRu | CRh | CPd | CAg | CCd | CIn | CSn | CSb | CTe | CTe | CI  | CXe |
| CCs | CBa |     | CHf | CTa | CW  | CRe | COs | CIr | CPt | CAu | CHg | CTl | CPb | CBi | CPo | CPo | CAt | Rn  |
| Fr  | CRa | Rf  | Db  | CSg | Bh  | Hs  | Mt  | Ds  | Rg  | Cn  | Nh  | Fl  | Mc  | Lv  | Lv  | Ts  | Og  |     |
|     |     | ↓   |     |     |     |     |     |     |     |     |     |     |     |     |     |     |     |     |
|     |     | CLa | CCe | CPr | CNd | CPm | CSm | CEu | CGd | CTb | CDy | CHo | CEr | CTm | CYb | CYb | CLu |     |
|     |     | Ac  | CTh | CPa | CU  | CNp | CPu | CAm | CCm | CBk | CCf | CEs | Fm  | Md  | No  | No  | Lr  |     |

| Química orgánica básica.                        | Muchos usos en Química.           |
| Investigación académica, pero no un amplio uso. | Enlace desconocido / no evaluado. |